# والتر ریلا
والتر ریلا (آلمانی: Walter Rilla؛ ۲۲ اوت ۱۸۹۴ – ۲۱ نوامبر ۱۹۸۰) بازیگر و نویسنده اهل آلمان بود. وی بین سال‌های ۱۹۲۲ تا ۱۹۷۷ میلادی فعالیت می‌کرد.
از فیلم‌هایی که وی در آن نقش داشته است، می‌توان به شیطان از آکاساوا آمد، دارایی‌های دوک بزرگ، ترانه بی‌پایان، بادبزن خانم ویندیرمیر و اورینت اکسپرس (فیلم ۱۹۲۷) اشاره کرد.